# Урединія

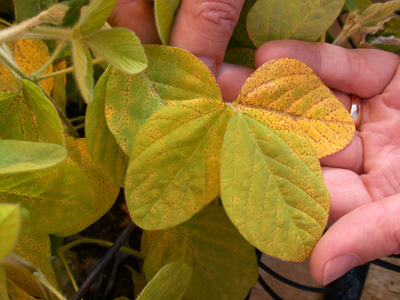
Урединії на листі сої

Урединії або уредоложа — своєрідні спороношення другої стадії розвитку іржастих грибів. Мають спороложа на двоядерному міцелії, в яких утворюються уредоспори. У деяких представників іржастих грибів урединії за структурою є типовими ацервулами (наприклад у Phragmidium, Uromyces). У інших наявні спеціалізовані покриви. Наприклад, у Puccinia і Tranzschelia ці покриви виглядають як шари стерильних клітин розташованих по контуру спороношення. У Coleosporium ці покриви виглядають як замкнута захисна оболонка.